# Frédéric-Charles de Prusse
Frédéric-Charles de Prusse (en allemand : Friedrich Karl von Preußen), dit « le Prince Rouge », né le 20 mars 1828 au château de Klein à Berlin et mort le 15 juin 1885 au pavillon de chasse de Glienicke, est un membre de la Maison de Hohenzollern, prince de Prusse et officier prussien.

## Biographie
Petit-fils du roi Frédéric-Guillaume III de Prusse et de la fameuse reine Louise, le prince est le seul fils du prince Charles de Prusse et de Maria de Saxe-Weimar-Eisenach. De fait, il est le neveu des rois de Prusse Frédéric-Guillaume IV et Guillaume Ier. De plus sa mère et l'épouse du roi Guillaume Ier (Augusta de Saxe-Weimar-Eisenach) sont sœurs ce qui fait de lui un neveu à double-titre du futur Empereur Allemand.
Sa sœur, la princesse Anne de Prusse (1836-1918), fut l'objet de tractations matrimoniales de la part de la cour impériale autrichienne. Mélomane avertie, elle fut la protectrice des plus grands musiciens de son temps. Au grand dam de sa famille, elle se convertit au catholicisme en 1901 et mourut peu de temps avant la fin de la Première guerre mondiale et la chute de la monarchie.
Soutenu par le chancelier Bismarck, le prince Frédéric-Charles de Prusse fit une brillante carrière dans l'armée, il participa à plusieurs grandes batailles au cours de différentes guerres, notamment celles de la Loire, pendant la guerre franco-prussienne de 1870.

### Enfance
Le prince Frédéric-Charles de Prusse naquit au château de Klein à Berlin le 20 mars 1828. De 1842 à 1846, il fut placé sous la tutelle des militaires et, comme tous les membres mâles de sa famille, poursuivit une formation d'officier.
En 1846, le comte von Roon l'accompagna à titre de tuteur à l'université de Bonn puis dans ses voyages en Europe.

### Carrière militaire

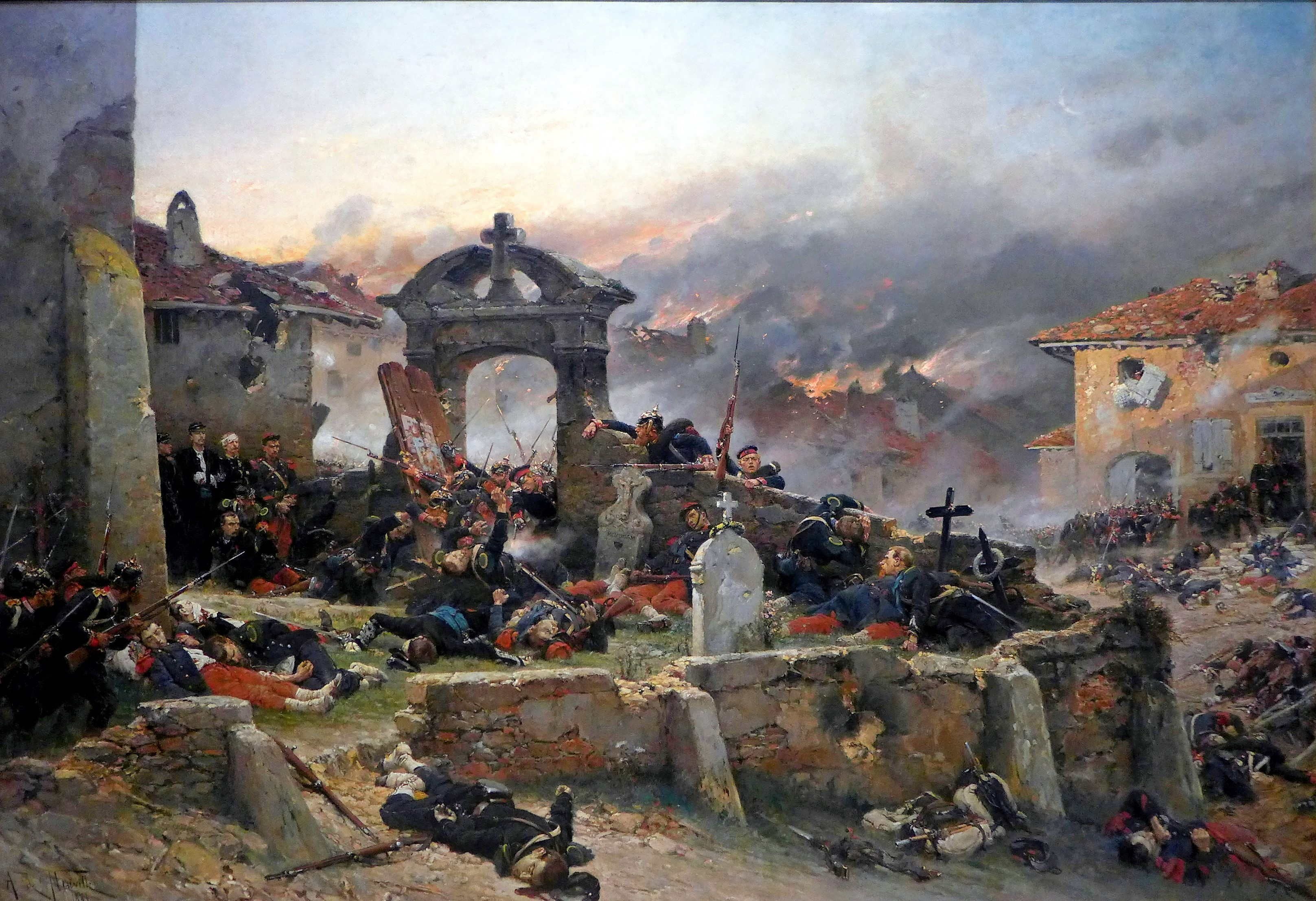
Le champ de bataille de Saint-Privat, où plus de 40000 soldats trouvèrent la mort, fut surnommé par l'empereur "le tombeau de ma Garde" (18 août 1870)

Après ses études, Le prince Frédéric-Charles servit sous le commandement du maréchal de camp von Wrangel dans un régiment de cavalerie et, à peine âgé de 20 ans, participa à la première guerre du Schleswig (1848).
Profondément conservateur, le jeune prince participa à la répression des mouvements révolutionnaires qui mirent à mal les monarchies de la Confédération Germanique. À la tête d'un escadron de hussards, il participa au rétablissement de l'ordre ancien dans le Grand-duché de Bade. Gravement blessé à la bataille de Wiesenthal, le prince fut promu promu major par son oncle, le roi de Prusse Frédéric-Guillaume IV. En 1852, il fut promu colonel; en 1854, général de division; en 1856 lieutenant général. En 1860, il publia un ouvrage militaire intitulé : Eine militärische Denkschrift von P. F. K. Promu général de cavalerie, Le prince Frédéric-Charles de Prusse participa à la seconde guerre du Schleswig contre le Danemark en 1864 et occupa le poste de commandant des troupes prussiennes dans les forces expéditionnaires austro-prussiennes.
Il se distingua ègalement durant la Guerre austro-prussienne et commanda la 1re armée composée du 2e, 3e et 4e corps d'armée.
Il fut mis en échec à la bataille de Sadowa le 3 juillet 1866, face à la supériorité numérique des forces armées autrichiennes, jusqu'à l'arrivée de son cousin, le prince héritier Frédéric-Guillaume. Ce dernier, à la tête de son armée, attaqua l'armée autrichienne par le flanc. Néanmoins, le chancelier Bismarck, adversaire politique du prince héritier, accordait ostensiblement son soutien au prince Frédéric-Charles et minimisait en permanence les mérites du prince héritier.
Au déclenchement de la Guerre franco-prussienne en 1870, le prince Frédéric-Charles reçut le commandement de la 2e armée, avec laquelle il se distingua dans la bataille de Forbach le 6 août 1870; la bataille de Rezonville le 16 août 1870; la Bataille de Saint-Privat le 18 août 1870, et au siège de Metz du 3 septembre au 23 octobre 1870.
Après la capitulation de Metz, le 28 octobre 1870, son armée fut envoyée dans la région de la Loire pour "nettoyer" la zone autour d'Orléans où les troupes françaises, d'abord sous le commandement de d'Aurelle de Paladines, puis du général de Chanzy tentèrent de marcher vers le nord de Paris afin de soulager les troupes françaises.
En 1871, il occupa ainsi avec ses soldats le village de Saint-Patrice (Indre-et-Loire) et le château de Rochecotte, appartenant aux Castellane - auxquels les Hohenzollern étaient alliés par mariage - et où il fêta avec faste la proclamation de l'Empire allemand dans la galerie des Glaces de Versailles, puis (?) celui d'Azay-le-Rideau, alors propriété des Biencourt.
En récompense de ses services, le prince fut promu au grade de generalfeldmarschall. Après la guerre, il fut nommé inspecteur général et promu au grade de maréchal de l'armée impériale de Russie par Alexandre II de Russie.
Le prince entreprit plusieurs voyages en Orient, dont le dernier eut lieu en 1883. Cette année-là il se rendit en Égypte et en Syrie.

### Mariage et descendance
Le 29 novembre 1854, Frédéric-Charles de Prusse épouse une de ses cousines, la princesse Marie-Anne d'Anhalt-Dessau (1837-1906), fille de Léopold IV, prince d'Anhalt-Dessau, également officier dans l'armée Prussienne et de la princesse Frédérique-Wilhelmine de Prusse.
Cinq enfants sont nés de cette union :
- Marie de Prusse (1855-1888), en 1878, elle épousa Henri, prince des Pays-Bas (1820-1879), (fils du roi Guillaume II des Pays-Bas et d'Anna Pavlovna de Russie), Gouverneur du grand-duché de Luxembourg. Veuve, elle épousa en 1885 le prince Albert de Saxe-Altenbourg;
- Élisabeth-Anne de Prusse (1857-1895), en 1878, elle épousa Frédéric-Auguste II, grand-duc d'Oldenbourg (1852-1931)
- Victoire-Adélaïde-Charlotte-Augusta (1858)
- Louise-Marguerite de Prusse (1860-1917), en 1879, elle épousa Arthur, duc de Connaught et Strathearn (1850-1942 ; fils de Victoria Ire du Royaume-Uni et d'Albert de Saxe-Cobourg-Gotha)
- Frédéric-Léopold de Prusse (1865-1931), en 1889, il épousa Louise-Sophie de Schleswig-Holstein-Sonderbourg-Augustenbourg (1866-1952), fille de Frédéric-Auguste de Schleswig-Holstein-Sonderbourg-Augustenbourg et sœur de l'impératrice Augusta-Victoria, femme de Guillaume II).

### Anecdotes
Officier émérite, s'étant distingué lors des guerres contre le Danemark (1864), l'Autriche et la Confédération germanique (1866) et la France (1870/1871), archétype du militaire prussien conservateur, il avait l'appui du chancelier Bismarck qui vantait ses mérites au roi de Prusse Guillaume Ier pour discréditer le Kronprinz Frédéric-Guillaume qui professait des idées libérales.
On raconte aussi qu'il ne se retint pas de battre sa femme qui, pour la quatrième fois, avait donné le jour à une fille.

### Décès

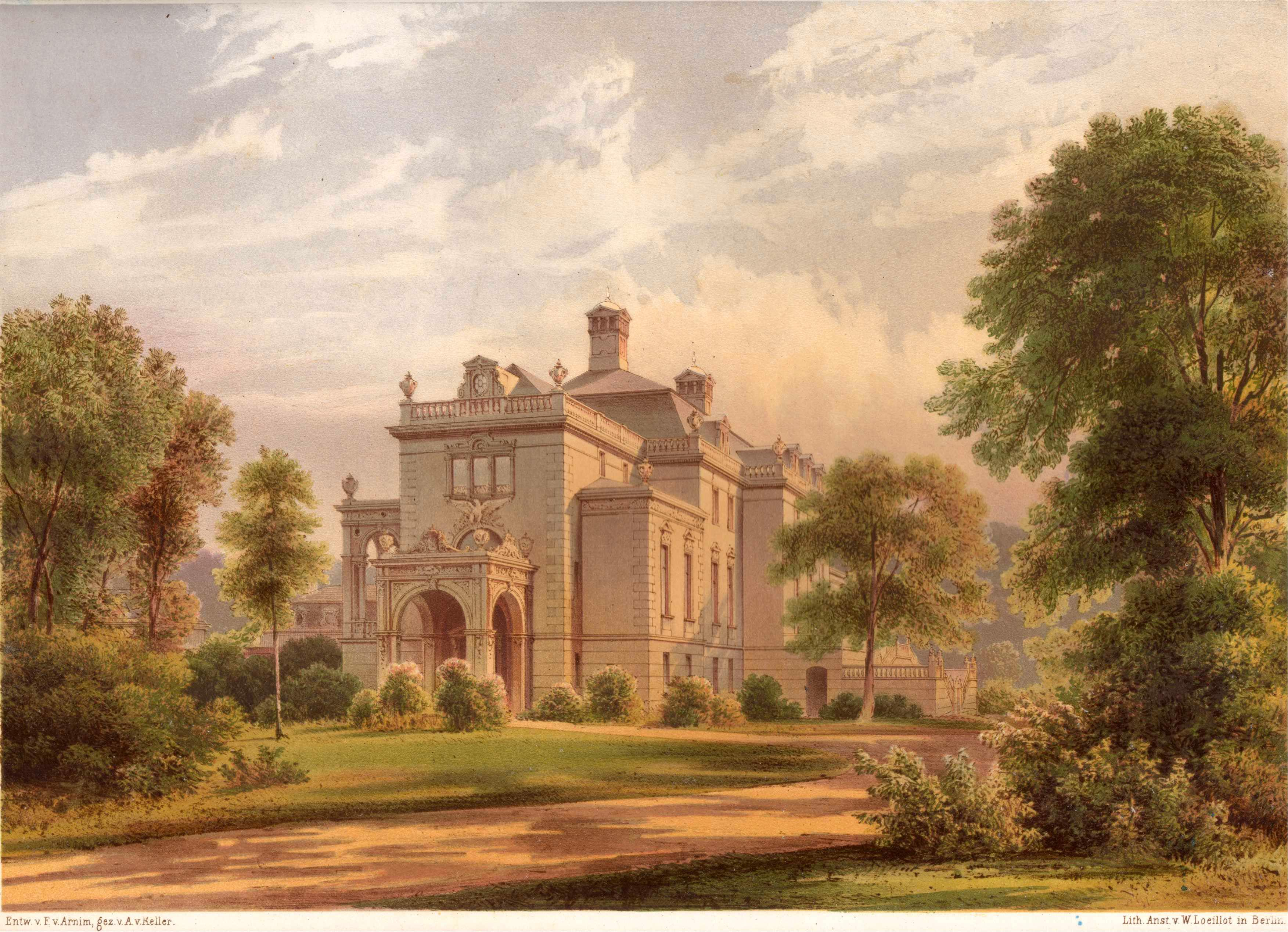
Vue du pavillon de chasse de Glienicke en 1865

Frédéric-Charles de Prusse décéda le 15 juin 1885 au pavillon de chasse de Glienicke.